# Rodzina Kramsta

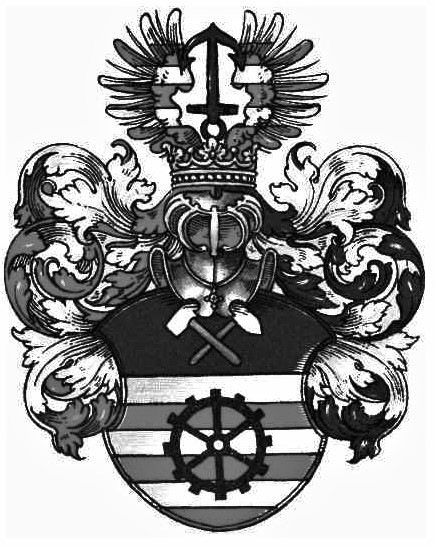
Herb Kramsta-Frankenthal

Rodzina przedsiębiorców i przemysłowców, która w drugiej połowie XIX wieku posiadała zakłady przemysłowe i handlowe na terenie całej prowincji śląskiej; członkowie rodziny Kramsta założyli m.in. firmę włókienniczą „C.G. Kramsta & Söhne”, której siedziba znajdowała się we Fryburgu (ob. Świebodzice) na Dolnym Śląsku.
Ich przodkowie pochodzili z Czech z niewielkiego miasteczka Chramost (od którego zapewne pochodzi nazwa samego rodu). Jako protestanccy uchodźcy religijni po bitwie na Białej Górze wyemigrowali najpierw do Hoyerswerd, a później osiedlili się na Śląsku.
W latach 1859–1862 Członkowie rodu zostali wyniesieni do szlachty.

## Historia
Najstarszym znanym członkiem rodu był Johann Georg Kramsta z Hoyerswerdy, który był mistrzem kuśnierskim w należącym do księstwa Schweidnitz-Jauer Fryburgu. Jego syn Christian Gottlieb (1744–1804) był także mistrzem kuśnierskim; został burmistrzem Fryburga. Jego syn o tym samym imieniu, Christian Gottlieb Kramsta (1776–1838), był założycielem i starszym kierownikiem hurtowni bielizny we Fryburgu. Początkowo zajmował się handlem tekstyliami, od około 1814 r. produkcją tkanin lnianych i bawełnianych. Rozwój firmy rozpoczął po roku 1820 wraz z uruchomieniem kilku zakładów produkcyjnych. Następnie wybudowano filie w Bolkenhain (Bolków) i przędzalnię lnu w Merzdorfie (Marciszów). Dla szefa wydziału handlowego Aleksandra von Minutoli, któremu w latach 1839/1840 rząd pruski zlecił sporządzenie raportów na temat przędzalni bawełny w powiecie legnickim, przędzalnia bawełny Kramsta & Söhne w Nieder-Merzdorf była jedną z najdoskonalszych w departamencie rządowym.
Po tym, jak została ona zniszczona przez pożar, we Fryburgu zbudowano dwie przędzalnie przędzy lnianej. W Neiße (Nysa) otwarto oddział skupu przędzy i hurtownię towarów kolonialnych, a w sąsiednim Ottmachau (Otmuchów) otwarto młyn parowy. W ślad za nimi poszły domy handlowe w Lipsku i Hamburgu. Nabycie dziesięciu dworów w rejonie Schweidnitz (Świdnica), Striegau (Strzegom) i Fryburga stało się podstawą do budowy kotła na cukier buraczany i fabryki oleju buraczanego.
W późniejszym okresie rodzina skupiła się na zarządzaniu majątkami, zwłaszcza po tym, jak kilku członków zostało wyniesionych do rangi szlacheckiej. W 1865 roku wybudowano zamek Murau (Pałac w Morawie) z przeznaczeniem na rezydencję rodzinną. W 1875 roku Maria von Kramsta stała się jedyną spadkobierczynią fortuny w głównej gałęzi rodu; dała się poznać jako filantropka. Po jej śmierci w 1923 roku nazwisko przeszło na boczne linie rodu. Przedsiębiorstwa handlowe założone przez rodzinę przetrwały do III Rzeszy, a w fabrykach wykorzystywano również robotników przymusowych. Po przekazaniu Śląska Polsce po II wojnie światowej w 1945 r. członkowie rodziny filii Wietersheim-Kramsta i ich potomkowie zostali wywłaszczeni, a pozostałe zakłady produkcyjne znacjonalizowano.

### „Gwarectwo von Kramsta”
Cristian Gustava von Kramsta, podobnie jak dwaj jego bracia (Emil Marcin i Edward Teodor), został nobilitowany 30 lipca 1862 roku. Chrystian Gustaw był radcą królewskiej kamery oraz właścicielem domu handlowego „Kramsta”. Był właścicielem licznych kopalń, hut i pól górniczych na Górnym i Dolnym Śląsku. Wykorzystując sprzyjającą sytuację, stał się z biegiem czasu największym właścicielem ziemskim w Zagłębiu Dąbrowskim w Królestwie Polskim. Zamierzał na wzór swoich zakładów na Górnym Śląsku stworzyć tu duże przedsiębiorstwo węglowo-galmanowo-cynkowe. W tym celu 1863 r. nabył od Romanii Mycielskiej Gzichów, Małobądz, Pogoń, Sosnowiec i Bolesław. W 1864 r. wykupił od Jacka Siemieńskiego posiadany po Mieroszewskich majątek: Zagórze i Klimontów, Niwkę oraz Dańdówkę. Dzięki temu von Kramsta stał się właścicielem również i kopalń węgla: „Feliks” w Sosnowcu, „Edward” oraz „Jerzy” w Niwce, „Zagórze” w Zagórzu, a także „Zygmunt” w Gzichowie. W zakładach tych przeprowadzono wówczas modernizację systemu wydobycia, w związku z czym nastąpił wzrost wydajności. Oprócz kopalń węgla kamiennego, do von Kramsta należały również znajdujące się na tym terenie: Huta „Paulina” w Zagórzu, Walcownia Blachy Cynkowej „Emma” w Sosnowcu oraz kopalnia cynku „Bolesław”. Oblicza się, że z kopalni i hut Gustawa Chrystiana von Kramsta pochodziła ponad trzecia część całego wydobycia węgla, 70% wytwarzanego cynku, 10% blachy cynkowej oraz 80% wydobycia galmanu w Królestwie Polskim. Chrystian Gustaw von Kramsta zmarł w 1869 roku. Jego majątek przejęli dwaj jego synowie Jerzy i Egmont (był m.in. rycerzem zakonu Joannitów) oraz córka Paulina von Kramsta – Johnson. Po kilkunastu latach, w 1883 r. powołano „Gwarectwo von Kramsta” z siedzibą w Katowicach. W 1890 r. jego majątek został sprzedany Towarzystwu Kopalń i Zakładów Hutniczych Sosnowieckich.

## Członkowie rodziny
- Johann Georg Kramsta z Hoyerswerda, mistrz kuśnierski we Fryburgu
  - syn Christian Gottlieb Kramsta (starszy 1744–1804), mistrz kuśnierski, kupiec i burmistrz Fryburga
    - Christian Gottlieb Kramsta (młodszy, 1776–1838), starszy kierownik hurtowni lnu C.G. Kramsty
    - Karl Friedrich Kramsta (1779–1819), fabrykant i przemysłowiec
    - Georg Gottlob Kramsta(inne języki) (1782–1850), fabrykant i przemysłowiec (⚭ 1805) Juliane Krebs (1784–1837), córka Johann Gottfried Krebs, Rentmeister rodu Hochberg
      - Gottlob Heinrich Kramsta(inne języki) (* 30.09.1805, † 09.06.1829 in Monachium), malarz
      - Eduard Theodor von Kramsta (* 18.10.1810; † 28.09.1875), wspólnik firmy „Towarzystwo domu handlowego G. Kramsta i Synowie”; ⚭ jego kuzynka Emilie, z domu Kramsta († 1846); Wraz z bratem Gustavem z powodzeniem kontynuował rodzinny biznes w latach 50. i 60. W maju 1861 r. na własną prośbę został nobilitowany; nabył rozległe posiadłości ziemskie w rejonie Schweidnitz, Striegau (Strzegom) i Fryburga, w 1863 r. posiadał księstwo Czerbenej z miastem uzdrowiskowym Kudowa w hrabstwie Glatz; 1864–1874 Zamek Račice na Wyżynie Drahańskiej na Morawach. Zbudował zamek w Morawie w 1865 r.
        - Eugen von Kramsta (* 10.06.1841; † 15.07.1870)
        - Anna Elise von Kramsta (* 05.02.1840; † 19. 02.1900 Drezno) ⚭ 12.09.1859 Alfred von Wietersheim(inne języki) (1831–1894).
          - Eduard Gustav Walter von Wietersheim
            - Friedrich von Wietersheim(inne języki) (1849–1906), kontradmirał Kaiserlichen Marine.
            - Kurt von Wietersheim-Kramsta (1854–1936); po śmierci swojej ciotecznej babki Marie von Kramsty w 1923 r. odziedziczył majątki i na mocy ustaleń testamentowych przyjął również nazwisko Kramsta, podobnie jak jego kuzyn Hans-Christoph von Wietersheim auf Neuhof.

          - Eugen Gustav Alfred von Wietersheim auf Neuhof († 03.08.1915 Wołyń) ⚭ Marie-Therese von Colmar (* 25.03.1876 in; † 21.04.1945 Poczdam)
            - Eduard-Walter von Wietersheim (* 25.02.1897; † 26.05.1915)
            - Marie-Luise von Wietersheim (* 26.05.1898)
            - Hans Christoph von Wietersheim-Kramsta (* 29.07.1899 † 1978) ⚭ 10.04.1923 Herta – córka właściciela majątku Gustava von Johnstona; Ponieważ w 1915 r. zmarł zarówno ojciec Hansa Christopha, jak i jego starszy brat, w 1915 r. właścicielem rodzinnych majątków stał się Hans Christoph. W 1916 roku Hans Christoph otrzymał w darze od swojej ciotecznej babki Marii von Kramsty posiadłości Muhrau i Grünau w powiecie Striegau. Po ich śmierci w 1923 r. odziedziczył Puschkau, Czechów, Niklasdorf i Preilsdorf. Podobnie jak jego kuzyn Kurt von Wietersheim z rodu Neulandów, również i on przyjął nazwisko Kramsta na mocy testamentu.
              - Marie-Elisabeth von Wietersheim-Kramsta (* 16.01.1924)
              - Melitta von Wietersheim-Kramsta (* 02.10.1927)
              - Edula von Wietersheim-Kramsta (* 16.01.1929)
              - Eugen Gustav Alfred Wolf von Wietersheim-Kramsta (* 27.07.1931)
              - Wilfried von Wieterhseim-Kramsta (* 25.10.1932 † 13.02.1968)
              - Johanna-Christine von Wietersheim-Kramsta (* 17.07.1937 † 10.07.1997)
              - Marie-Therese von Wietersheim-Kramsta (* 01.12.1943)

            - Hans-Wolf von Wietersheim (* 20.04.1911)
              - Beatrix von Wietersheim (* 10.10.1944)
              - Viggo von Wietersheim (* 11.05.1948)

          - Elsbeth Berta Emilie Anna von Wietersheim ⚭ 18.10.1879 Berthold von Neumann-Cosel
          - Magdalena von Wietersheim (* 09.05.1862) ⚭ 01.10.1881 Hans von Wiedner
          - Anna von Wietersheim (* 25.10.1865 † 30.11.1928) ⚭ 01.12.1889 Hans von Arnim
          - Helene von Wietersheim ⚭ 30.09.1888 Ernst Freiherr von Gregory

        - Marie von Kramsta (1843–1923), po tym jak jej brat zmarł przed ojcem, Maria odziedziczyła spadek po ojcu..

      - Cristian Gustava von Kramsta (1815–1869), przemysłowiec i właściciel ziemski, wspólnik w firmie; aktywny członek Breslauer Gewerbevereins und einer der Hauptorganisatoren i jeden z głównych organizatorów Śląskiej Wystawy Przemysłowej w 1852 roku we Wrocławiu. Wraz z bratem Eduardem z powodzeniem kontynuował rodzinny biznes w latach 50. i 60. Pruski radca handlowy. Dekretem królewskim z 20 (30) lipca 1862 r. na własną prośbę został nobilitowany na zamku Babelsberg; wraz z bratem Eduardem był wspólnikiem w spółce.
        - Christian Georg von Kramsta * 12.11.1842 ⚭ 16.09.1879 Emma Pauline Scheibler († 14.06.1901)
          - Edith von Kramsta (* 22.05.1882)
          - Eleonore von Kramsta (* 26.06.1883)
          - Helene von Kramsta (* 05.01.1885)
          - Margarethe von Kramsta (* 12.03.1886)
          - Maria von Kramsta (* 22.05.1887)
          - Hans Georg von Kramsta (* 24.01.1890),

        - Pauline von Kramsta (* 18.10.1845) ⚭ Mortimer von Johnston (1839–1909)
          - Marie Pauline Emilie von Johnston (* 09.01.1877 in Zweibrodt (Kąty Wrocławskie))

        - Hans Emil Gottlob von Kramsta (* 13.09.1850 † 05.01.1913) – pruski pułkownik i jeździec wyścigowy,
        - Helene von Kramsta (* 16.06.1856 † 04.07.1928) ⚭ 1880 Ludwig von Knebel Doeberitz

      - Emil von Kramsta (1822–1888) ⚭ Pauline Fähndrich;
        - Leo von Kramsta(inne języki) (1852–1926) ⚭ 04.07.1876 Martha von Arnim (1853–1938);
          - Hans Leo Emil von Kramsta (* 07.071877 Hanower)

    - Ernst Kramsta (1784–1845), wspólnik w firmie

Inni członkowie rodziny i zstępni:
- Karoline Friederike Kramsta (19.11.1801 † 02.01.1872 w Wüstegiersdorf (Głuszczyca)) ⚭ przemysłowiec Martin Websky[7] († 14.01.1869 w Wüste-Giersdorf)
  - Cäcilie Websky ⚭ 1844 Karl Wilhelm Remus von Woyrsch(inne języki), właściciel ziemski/polityk
    - Remus von Woyrsch (1847–1920), polityk
    - Günther von Woyrsch(inne języki) (1858–1923), polityk

  - Thekla Websky ⚭ 1852 Hermann von Massow(inne języki), nadleśniczy

- Karl Gustav Kramsta (1807–1853), przemysłowiec i właściciel ziemski zamku Reppersdorf
  - Helene[8] Kramsta (1842–1872), ⚭ 1863 Rudolf Hiller von Gaertringen (1837–1877)
    - Friedrich Hiller von Gaertringen(inne języki), epigrafista
    - Wilhelm[9] Hiller von Gaertringen (1866–1934)
- Sophie Kramsta, ⚭ Inspektor Ludwig Fritsch
  - Gustava Theodora Fritscha
- Renata Kracker von Schwarzenfeld (współdziedziczka rodziny)

### Literatura wtórna
- Hugo Weczerka (Hrsg.): Handbuch der historischen Stätten(inne języki). Band: Schlesien’. 1. Auflage, Kröner, Stuttgart 1977, ISBN 3-520-31601-3, S. 116–123, S. 34, 103, 145 und 422' (= Kröners Taschenausgabe, Band 316). 2. Auflage erschienen 2003, ISBN 3-520-31602-1.
- Rudolf Kučera: Staat, Adel und Elitenwandel. Die Adelsverleihungen in Schlesien und Böhmen 1806–1871 im Vergleich. Vandenhoeck & Ruprecht, Göttingen 2012, S. 184 ff. ISBN 978-3-525-37026-1. Kopia cyfrowa

### Herb
- Opis herbu 1864 Kramsta, w: Ernst Heinrich Kneschke